# Leaky Black
Rechon Malik "Leaky" Black (Concord, Carolina del Norte; 14 de junio de 1999) es un baloncestista estadounidense que pertenece a la plantilla de los Capital City Go-Go de la G League. Con 1,98 metros de estatura, juega en la posición de alero.

## Trayectoria deportiva

### Universidad
Jugó cinco temporadas con los Tar Heels de la Universidad de Carolina del Norte, en las que promedió 5,5 puntos, 4,7 rebotes, 2,2 asistencias y 1,1 robos de balón por partido. En sus dos últimas temporadas fue incluido en el segundo mejor quinteto defensivo de la Atlantic Coast Conference.

#### Estadísticas
| Año     | Equipo         | PJ  | PT  | MPP  | %TC  | %3P  | %TL  | RPP | APP | ROB | TPP | PPP |
| ------- | -------------- | --- | --- | ---- | ---- | ---- | ---- | --- | --- | --- | --- | --- |
| 2018–19 | North Carolina | 23  | 0   | 10.3 | .469 | .417 | .857 | 2.1 | 1.2 | .6  | .2  | 2.5 |
| 2019–20 | North Carolina | 32  | 31  | 29.7 | .359 | .254 | .696 | 5.0 | 2.6 | 1.3 | .8  | 6.5 |
| 2020–21 | North Carolina | 29  | 27  | 27.6 | .367 | .222 | .692 | 4.9 | 2.4 | 1.2 | .3  | 5.6 |
| 2021–22 | North Carolina | 38  | 38  | 29.7 | .466 | .333 | .868 | 4.3 | 2.7 | .9  | .7  | 4.9 |
| 2022–23 | North Carolina | 33  | 33  | 32.1 | .411 | .326 | .702 | 4.8 | 1.5 | 1.3 | .8  | 7.3 |
| Total   | Total          | 155 | 129 | 26.9 | .401 | .296 | .735 | 4.7 | 2.2 | 1.1 | .6  | 5.5 |

### Profesional
Tras no ser elegido en el Draft de la NBA de 2023, el 19 de julio firmó contrato dual con Charlotte Hornets de la NBA y su filial de la G League, los Greensboro Swarm.
El 29 de septiembre de 2024 firmó con los Washington Wizards, pero fue despedido el 12 de octubre. El 28 del mismo mes se unió a su filial de la G League, los Capital City Go-Go.

## Estadísticas de su carrera en la NBA

### Temporada regular
| Año     | Equipo    | PJ | PT | MPP  | %TC  | %3P  | %TL  | RPP | APP | ROB | TPP | PPP |
| ------- | --------- | -- | -- | ---- | ---- | ---- | ---- | --- | --- | --- | --- | --- |
| 2023-24 | Charlotte | 26 | 3  | 10.9 | .481 | .450 | .667 | 1.8 | .9  | .3  | .4  | 2.7 |
| Total   | Total     | 26 | 3  | 10.9 | .481 | .450 | .667 | 1.8 | .9  | .3  | .4  | 2.7 |